# Garonda
Garonda és una possessió del terme de Llucmajor, Mallorca. Està situada a la marina, prop de s'Estanyol de Migjorn.
El topònim Garonda prové de l'antiga llengua dels pobladors de Mallorca abans de la romanització. Amb aquesta els nadius abandonaren la seva llengua. Garonda presenta concomitàncies amb el riu francès Garonne, Gironde,... i amb els nombrosos Garona, Garoña, Guareña, etc. de la península Ibèrica. Seria un nom d'ascendència cèltica amb el significat de "curs d'aigua". Efectivament hi ha un torrent que recorre aquesta possessió, el torrent de Garonda, que seria un topònim tautològic del tipus Vall d'Aran ("Vall de la vall")
Aquesta possessió ja està documentada el 1307 en el Liber Acquarum. El 1575 les possessions que confrontaven amb ella eren So n'Albertí, Guiamerà, Merola, Son Boscana, ses Arnaules i la ribera de la mar. El 1578 pertanyia a Joan Catany.

## Construccions
Les cases estan documentades el 1477, són senzilles, amb carrera, i tenen forma de T integrant la torre de defensa, l'habitatge humà i algunes dependències agropecuàries (pallissa, estables, portasses i forn). De manera dispersa hom hi troba la resta d'instal·lacions agrícola-ramaderes i hidràuliques característiques d'una possessió: un galliner, altres estables, portasses, solls, els sestadors, una cisterna (enfront de la façana de casa dels amos) i un aljub. L'habitatge humà és de dues altures: planta baixa i porxo. La planta baixa es divideix en dues crugies, a una d'elles se situa l'habitatge dels senyors i l'altra l'habitatge dels amos; el porxo és usat com a graner. La façana exterior dels senyors està orientada al nord-est i presenta una disposició asimètrica de les obertures: la planta baixa presenta voravia i bancs de pedra adossats al mur flanquejant el portal d'entrada, aquest se situa al centre de la façana, és amb llinda, té llindar, està cobert per pèrgola de canyís. Hi ha un rellotge de sol amb la data de 1843 ubicat a la teulada de la casa, a un cantó del qual queda de la torre.

### Torre de defensa
La torre de defensa és del segle xvi i té planta rectangular. Actualment té tres plantes: les dues primeres corresponen a l'antic edifici defensiu; la tercera, és un terrat modern. A la planta baixa hi ha una cambra amb un finestró al mur de llebeig, i sostre antic revestit, recentment, amb un cel ras. L'antiga segona planta s'esbucà parcialment a finals del segle XX o principis del XXI, i aquesta part esbucada fou reconvertida en un terrat. La part no esbucada resta a gregal. Al terrat actual s'hi accedeix per una escala moderna que comença al segon pis de la casa dels amos i acaba a la caseta de sortida que hi ha al terrat. El rellotge de sol instal·lat al cantó de migjorn és el que, al mateix lloc, hi ha al terrat actual.

## Restes arqueològiques
Ran de les cases es troben les restes d'un poblat talaiòtic (Conjunt prehistòric de Garonda): dos talaiots de planta circular i una naveta d'habitació. El talaiot septentrional té 11,4 m de diàmetre i 4,4 m d'altària amb el portal orientat al llebeig. El talaiot meridional té 12,2 m de diàmetre i 4,3 m d'altària, amb el portal orientat també al llebeig. La naveta d'habitació fa 17 m de llargària per 5,5 m d'amplària i té façana orientada al sud. Hi ha també una bassa prehistòrica.